# سید علی اوسط زیدی
سید علی اوسط زیدی (زاده: اوتار پرادش ۱۹۳۲ - درگذشت: کراچی ۲۰۰۸) شاعر و مداح برجسته در پاکستان و هند بود که در تلویزیون پاکستان، رادیو پاکستان، شبکه آرآی‌وای، جیوتی‌وی و هندو تی‌وی برای سالها به اجرای برنامه می‌پرداخت.